# Грачёвка (Грачёвский район, Оренбургская область)
Грачёвка — село в Грачёвском районе Оренбургской области России. Административный центр района и Грачёвского сельсовета.

## География
Село находится в 230 км (по дорогам) северо-западнее областного центра, города Оренбурга, расположено на левом берегу реки Ток. Название получило по долине Грачи — первоначальному месту, где обосновались первопоселенцы. По другой версии, топоним Грачёвка происходит от фамилии помещика Грачёва, у которого будто бы купили землю переселенцы.

## История
Село Грачевка было основано в 1811 году выходцами из Тамбовской губернии. Первоначальные занятия местных жителей — охота, рыболовство, разведение скота. В 1815 году в Грачёвке было 82 крестьянских двора и 573 жителя.
В 1849 году в Грачевке построили церковь, впоследствии сгоревшую. В 1866 году была открыта школа, к началу XX века в селе были земская больница, почта и телеграф.

## Население
| 1959 | 1970  | 1979  | 1989  | 2002  | 2010  | 2021  |
| ---- | ----- | ----- | ----- | ----- | ----- | ----- |
| 3020 | ↗5593 | ↘5242 | ↗6147 | ↗6521 | ↘6122 | ↘5580 |

## Инфраструктура
- Центральная районная библиотека. Образована в 1918 году[11].

## Известные уроженцы
- Пётр Дмитриевич Попов — Герой Советского Союза.
- Николай Алексеевич Тюрин — педиатр, доктор медицинских наук.